# Церква Параскеви П'ятниці (Бакирівка)

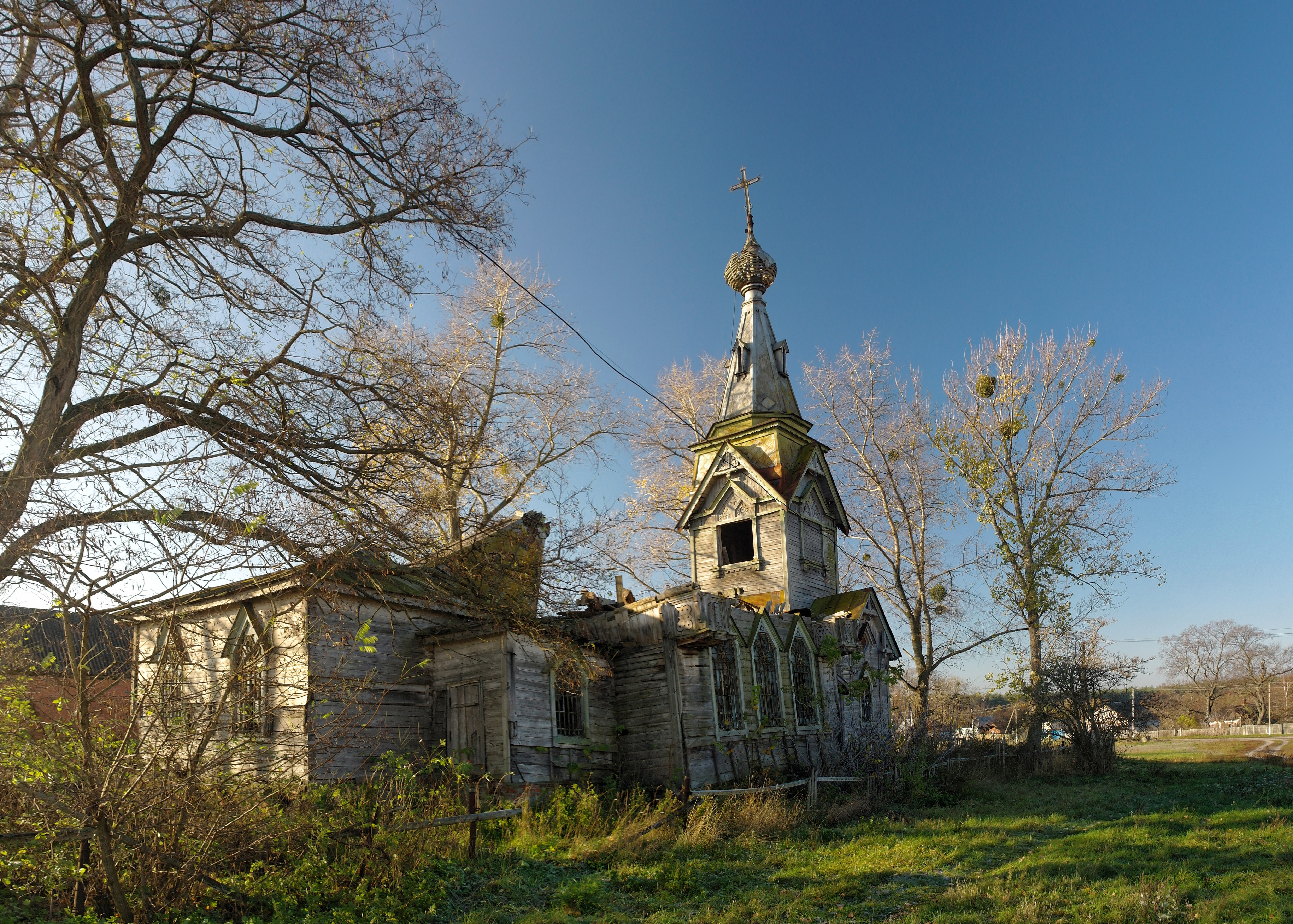
Церква 2013 року

Церква Параскеви П'ятниці — дерев'яна церква у селі Бакирівка Охтирського району, Сумської області. Пам'ятка архітектури національного значення, охоронний № 1539.

## Історичні відомості
Перша церква в селі Бакирівка походить з 1560 (за іншими джерелами — 1685 року). Неодноразово перебудовувалася (у 1712, 1801, 1864 рр.).
Існуючу церкву збудовано наприкінці 19 століття (за іншими джерелами 1903 року).

## Архітектор
Проект церкви створив Володимир Миколайович Покровський, єпархіальний архітектор Варшавсько-Холмської і Харківської єпархій. Автор проектів порядку 60 храмів, кожен з яких, хоча також був збудований за жорсткими єпархіальними канонами, вирізнявся своєрідністю і неповторністю. До нашого часу збереглася лише церква в Бакирівці.

## Архітектурний стиль
Збудована в т.зв. єпархіальному (синодальному) стилі (характеризується відсутністю довільної архітектурної творчості, опирається на встановлені Синодом взірці). Однак талантом архітектора церква виразно відрізняється від інших церков того періоду. Завдяки використанню різблених елементів, наскрізних візерунків стиль церкви часто відносять до т.зв.
«дерев'яного модерну»

## Архітектурний опис
Дерев'яна. Має цегляні підмурки. Хрещата в плані, зовнішні фасади були захищені дошками горизонтально на зразок дощатого русту. Вікна мали малі скляні шибки, що наверху переходили в зірковий малюнок. Особливість церкви — цікаві дерев'яні деталі з наскрізними візерунками. Єдина гранчата баня над середхрестям (восьмерик) мала дах-шатро і мале луковичне завершення з хрестом (нині відсутнє). Над входом — висока дзвіниця (четверик) з високим шпилем-шатром і чотирма віконцями-слухами.
Дерев'яна церква була потинькована зсередини по сітці з дерев'яної ж дранки, поверх тиньку створені стінописи з зображенням святих. В храмі знаходиться унікальна підлога в грецькому стилі, до революції 1917 року був порцеляновий іконостас.

## Сучасність
Зважаючи на унікальність творіння В. М. Покровського церкву св. Параскеви в с. Бакирівка Постановою Ради міністрів УРСР «Про доповнення списку пам'яток містобудування і архітектури УРСР, що перебувають під охороною держави» за № 442 від 6.09.1979 р. було внесено до реєстру пам'яток національної архітектурної спадщини. Однак від занепаду та руйнування це її не вберегло. Руйнація розпочалася наприкінці 1980-х і триває дотепер. Після обвалу бані стінописи сильно пошкоджені, підлога засипана уламками цегли та балок стелі, втрачено чисельні елементи декору, скло, дах над навою, бічні рамена похилилися.
28 липня 2015 року в церкві сталася пожежа (за попередніми даними, від блискавки), яка знищила купол та його надбудову і пошкодила стіни на площі до 80 м2.

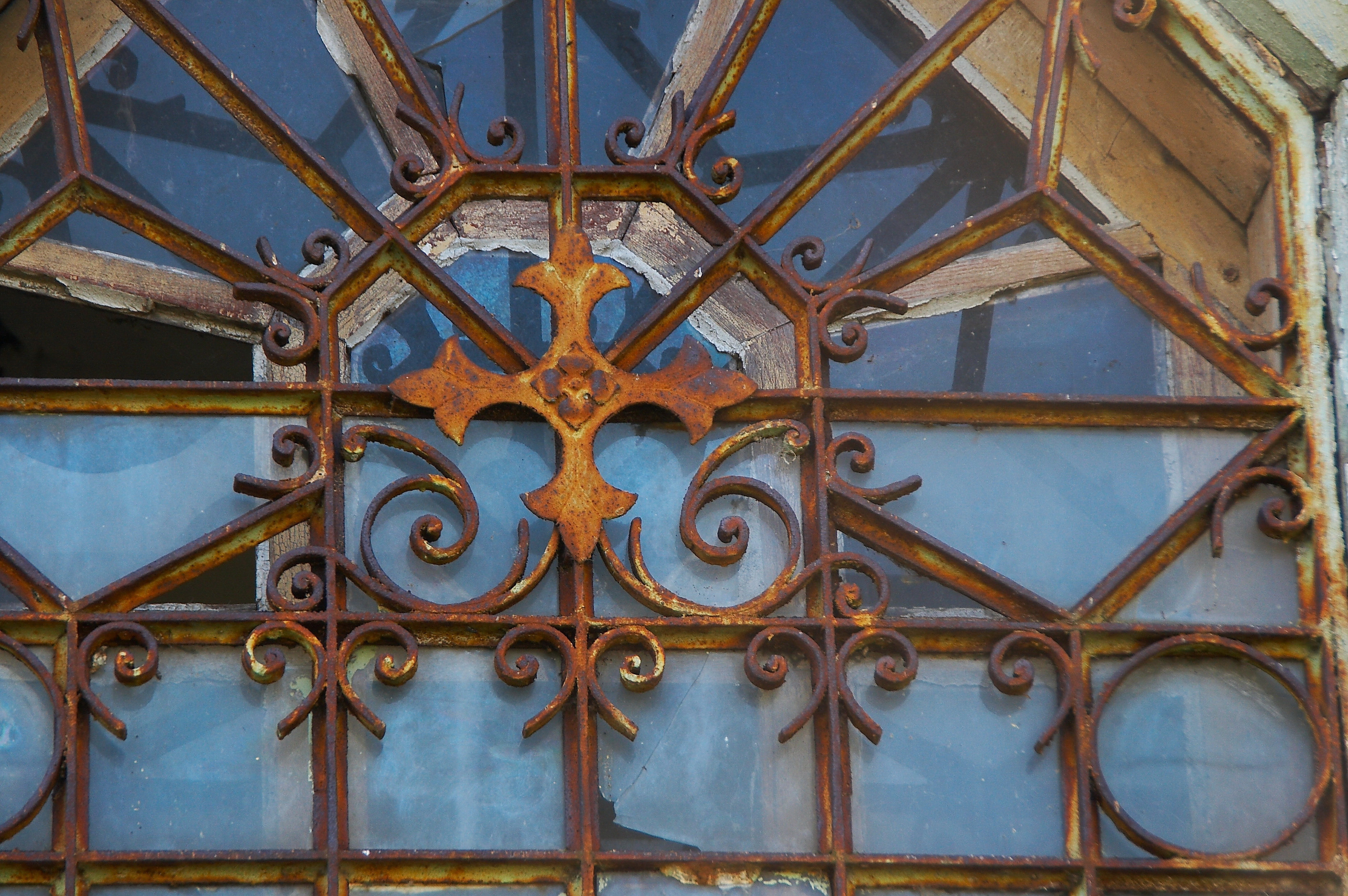
Фото 2008 року
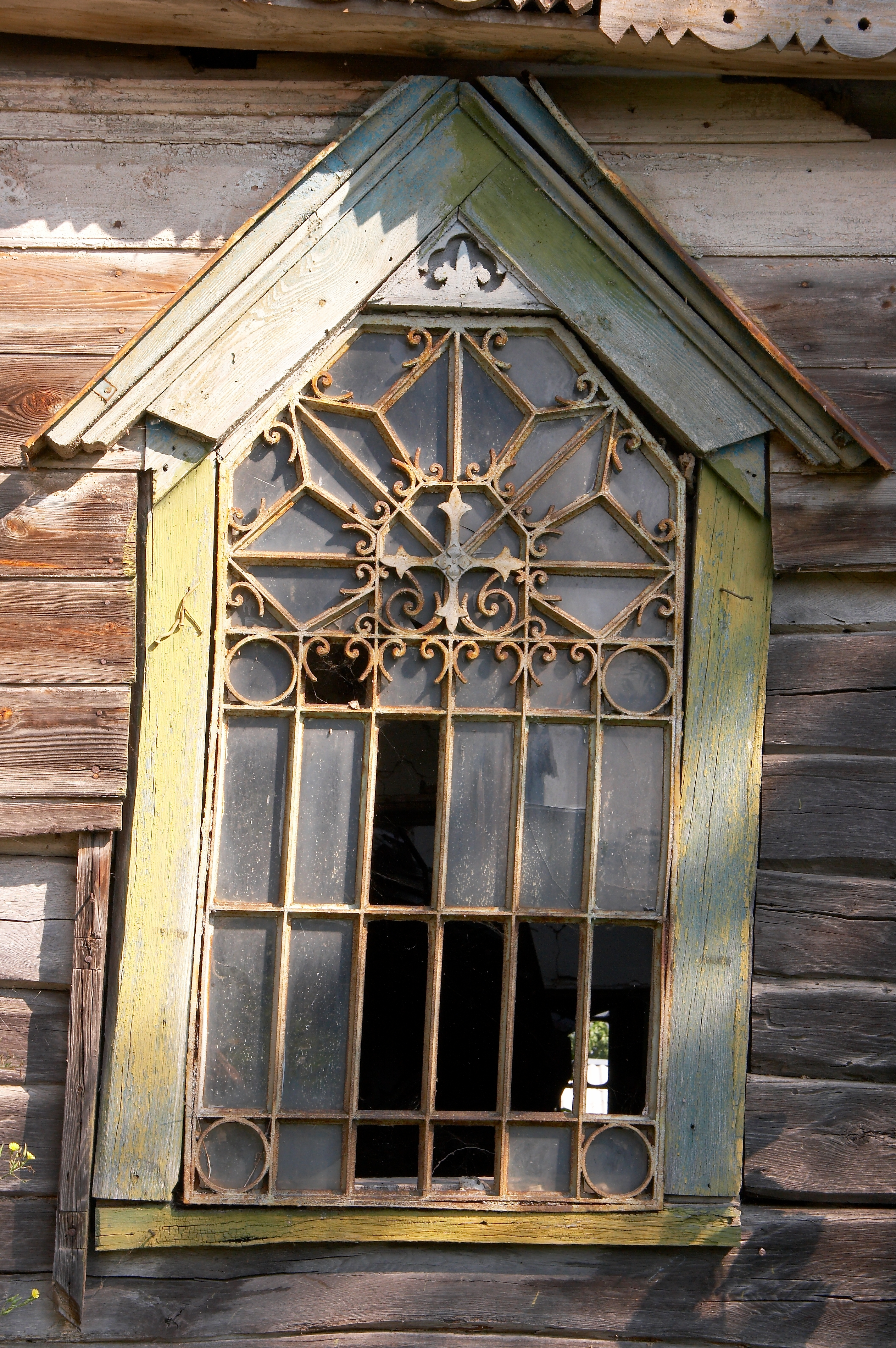
Фото 2008 року
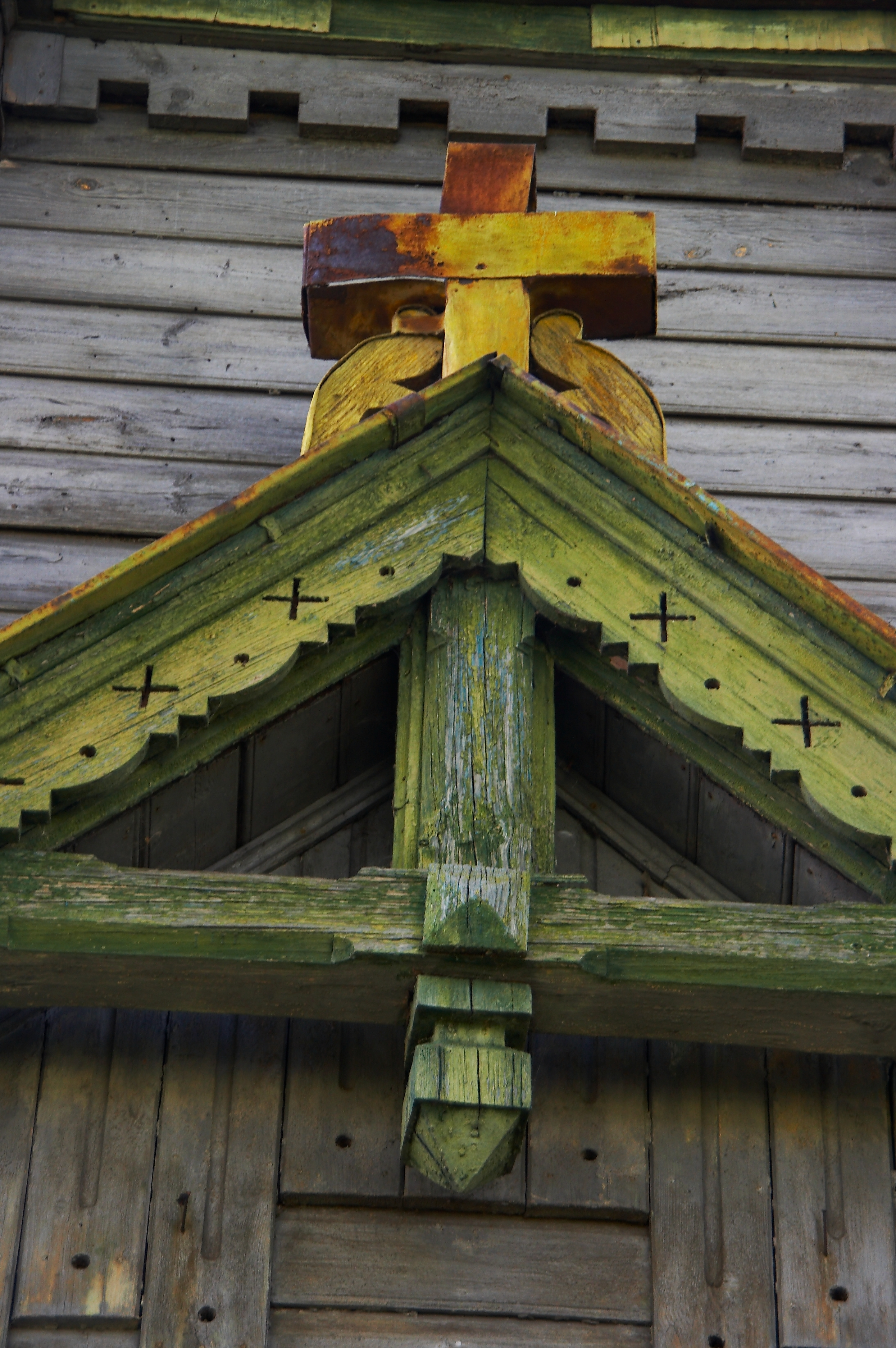
Фото 2008 року
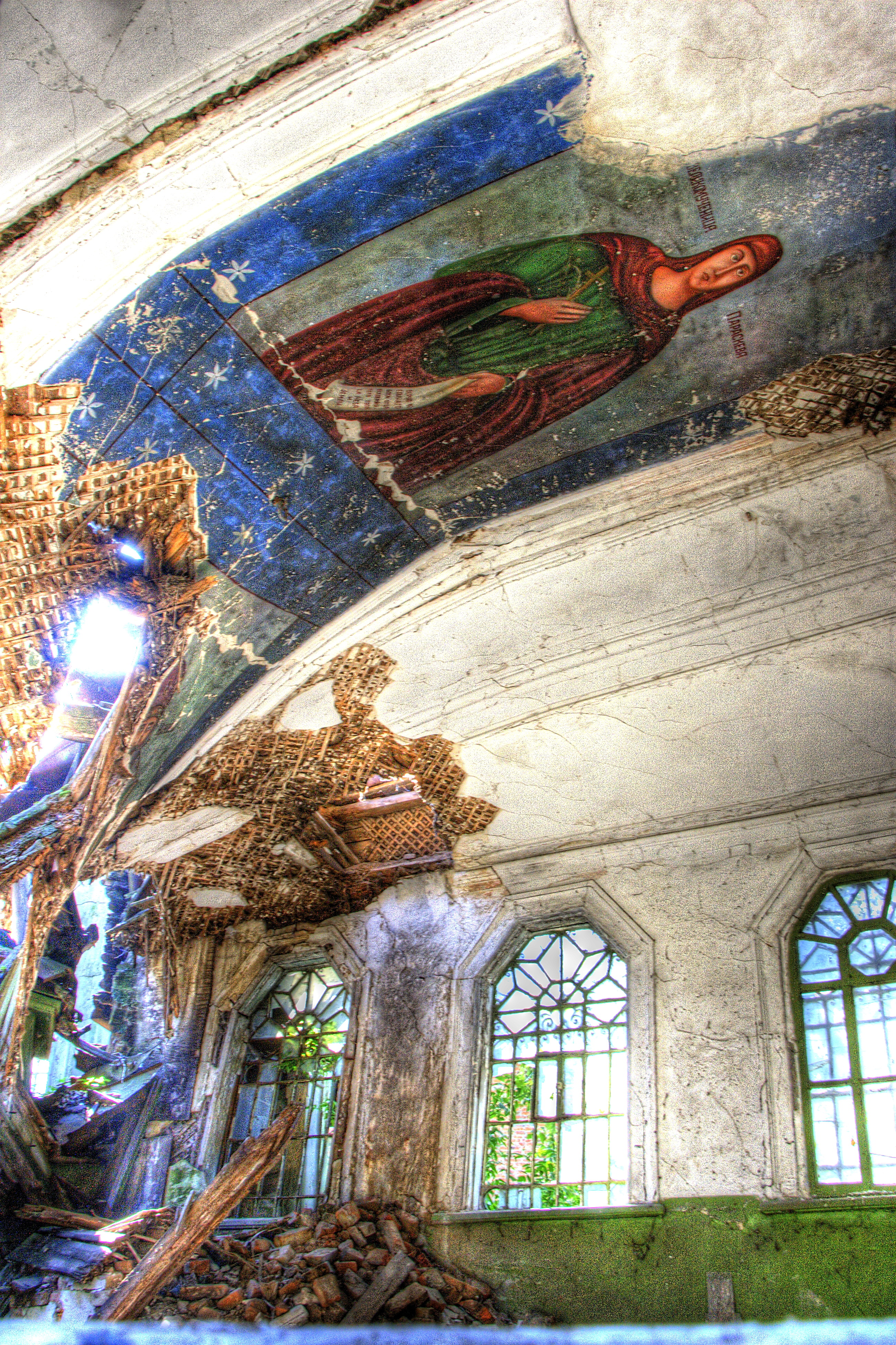
Фото 2008 року
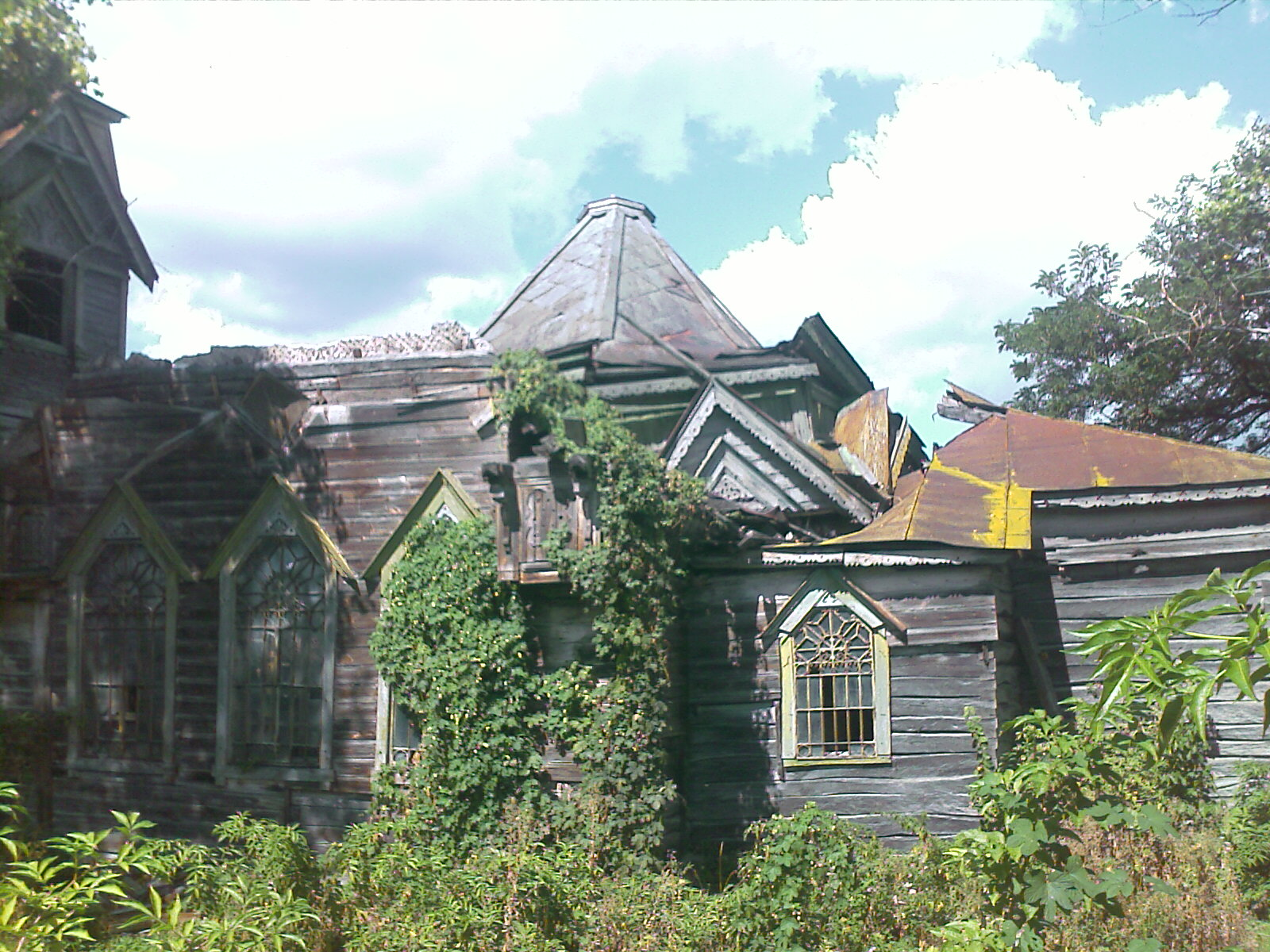
Фото 2011 року
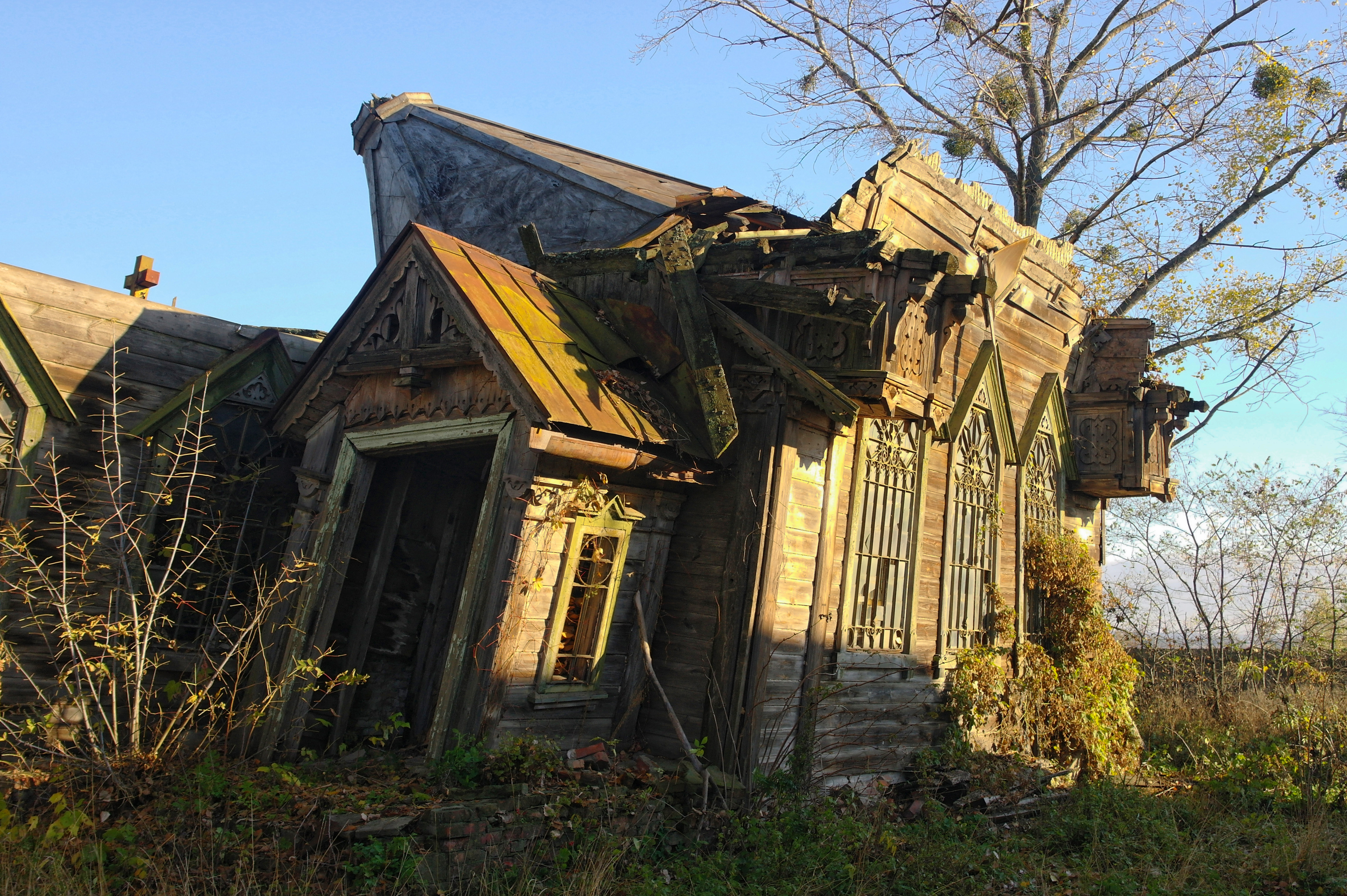
Фото 2013 року
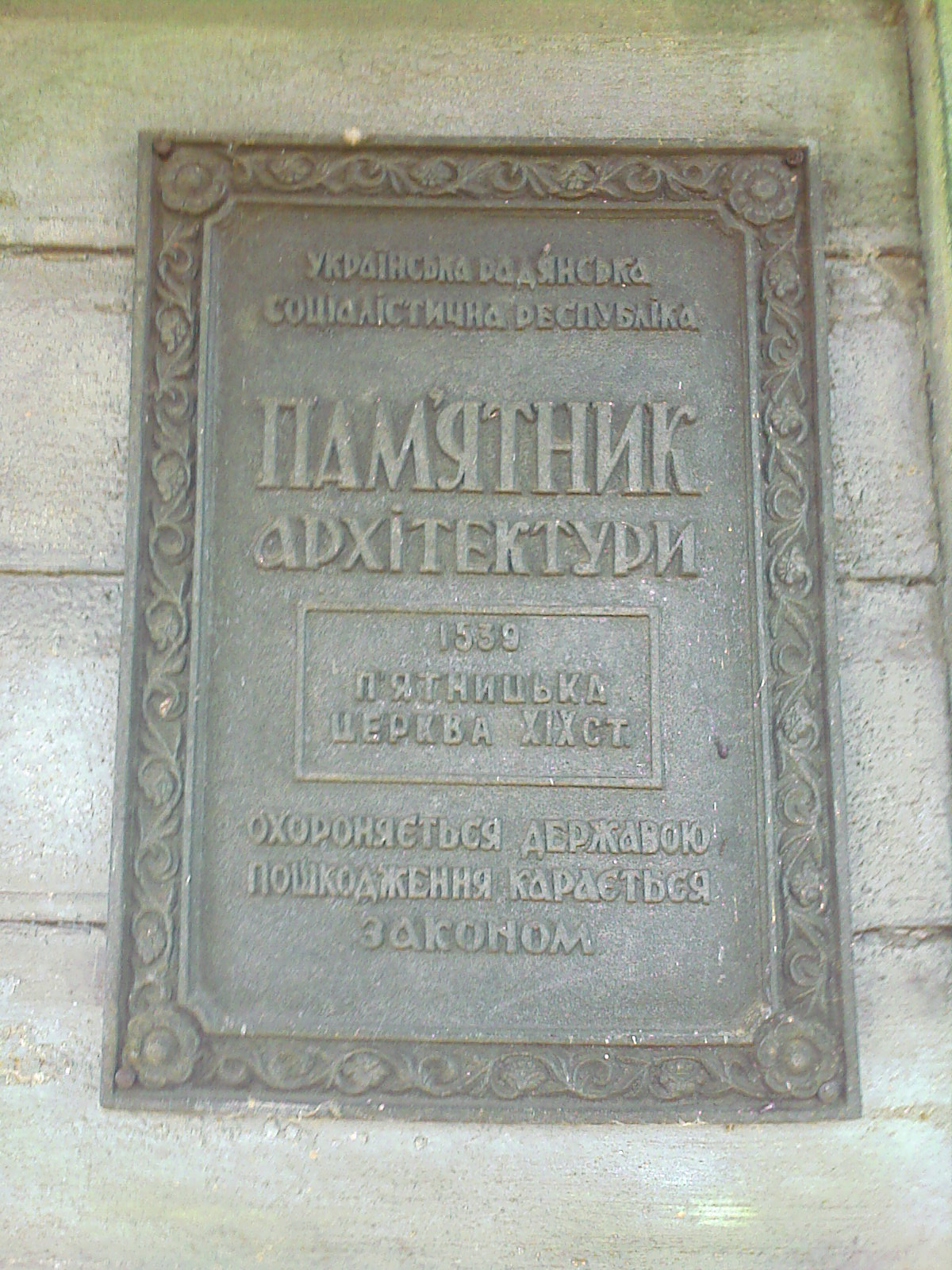